# Ngerbechetei-Inseln
Die Ngerbechetei-Inseln (englisch Ngerbechetei Islets), auch als Nakano-To, Ngerebetei, Ngrategetei Island, Ueno oder Ueno-To bekannt, sind eine aus drei kleinen Inseln bestehende Inselgruppe des Inselstaats Palau im Pazifischen Ozean.

## Geographie
Die Inseln im Gebiet der Rock Islands liegen zusammen mit zahlreichen anderen eingefriedet von dem gebogenen Verlauf der Insel Koror, welche durch die Ngermeuangel Peninsula die Ngerikuul Bay bildet. Die Inseln bilden die Landmarken, welche die eigentliche Bucht im Westen von den Ausbuchtungen Ikesiil Bay (SO) und Nikko Bay (NO) trennt. Nur schmale Kanäle trennen die Inseln jeweils voneinander. Die Küstenlinie ist durch Mangrovenbestand und die zerklüftete Struktur der ehemaligen Riffkrone geprägt. Sämtliche Inseln der Gruppe sind dicht bewaldet und unbewohnt.